# تجهیزات نیروی زمینی ارتش ایران
ایران در دوران محمدرضا شاه پهلوی، برای رفع نیازهای نظامی کشور، شروع به خرید فراوان اسلحه از کشورهای غربی کرد. هزینهٔ این خریدها از درآمدهای سرشار نفتی کشور به دست می‌آمد. این خریدها باعث شد ارتش ایران در آن زمان به یکی از قدرتمندترین ارتش‌های خاورمیانه تبدیل شود. پس از انقلاب به علت قطع رابطهٔ ایران با غرب، ارسال سلاح به این کشور قطع شد. بر اثر جنگ ایران و عراق، ایران بسیاری از هواپیماها و خودروهای زرهی خود را از دست داد. ایران برای جایگزینی این تجهیزات بودجه‌ای برای طراحی و تولید انواع اسلحه اختصاص داد و همچنین اقدام به خرید تسلیحاتی از چین و روسیه کرد. ایران امروزه سلاح‌های متنوعی، که بر اساس مهندسی معکوس نمونه‌های خارجی طراحی شده‌اند، تولید می‌کند. هرچند برخی از سلاح‌ها و تجهیزات در خدمت نیروهای مسلح این کشور از لحاظ عملیاتی از رده خارج به حساب می‌آیند، اما با به‌روزرسانی‌های مناسب و فراگیر می‌توانند هنوز هم پاسخگوی نیازهای ایران باشند.

## سلاح‌ هایپیاده‌نظام:

### اسلحه
| نام                             | کالیبر        | تصویر | تعداد | سال‌های استفاده | سازنده              | نکات |
| ------------------------------- | ------------- | ----- | ----- | -------------- | ------------------- | --- |
| تپانچه‌ها                        |               |       |       |                |                     | |
| کلت ام۱۹۱۱                      | .45 ACP       |       |       |                | اتریش               | سلاح کمری کالیبر ۱۱٫۴۳ م‌م                                                                                               |
| گلاک ۱۹                         | 9 میلی‌متر     |       |       |                | ایالات متحده آمریکا | سلاح کمری کالیبر ۹ م‌م، ، با نام کاوه در ایران تولید می‌شود.                                                              |
| مسلسل‌های سبک                    |               |       |       |                |                     | |
| تندر (نسخه ایرانیام‌پی۵)         | 9 میلی‌متر     |       |       |                | آلمان ایران         | ام‌پی۵ که کپی بدون مجوز آن با نام تندر۹(t-9) تولید می‌شود.                                                                |
| یوزی                            | 9 میلی‌متر     |       |       |                | اسرائیل             | |
| سلاح‌های هجومی                   |               |       |       |                |                     | |
| کلاشنیکف آکاام                  | 7.62 میلی‌متر  |       |       |                | شوروی               | |
| تایپ-۵۶                         | 7.62 میلی‌متر  |       |       |                | چین                 | کپی چینی از آکاام که در ایران نیز با نام کلاشنیکف-۷.۶۲ (kl-7) تولید می‌شود.سلاح سازمانی در نیروی انتظامی و سپاه پاسداران |
| «مصاف»                          | ۵٫۵۶ میلی‌متر  |       |       |                | ایران               | تفنگ تهاجمی ایرانی که با الکو برداری از اسلحه هکلر و کخ اچ‌کی۴۱۶ ساخته شد.                                               |
| نورینکو سی‌کیو                   | ۵٫۵۶ میلی‌متر  |       |       |                | چین                 | کپی بدون مجوز از ام ۱۶ در چین.در ایران بانام صیاد-۵.۵۶(s-5) تولید می‌شود.                                                |
| سلاح‌های نبرد                    |               |       |       |                |                     | |
| هکلر و کخ ژ۳                    | 7.62 میلی‌متر  |       |       |                | آلمان ایران         | تولید با مجوز از هکلر و کخ در ایران، سلاح سازمانی و اصلی ارتش                                                           |
| تفنگ‌های تک‌تیرانداز و ضد تجهیزات |               |       |       |                |                     | |
| دراگونوف                        | 7.62 میلی‌متر  |       |       |                | شوروی               | با مجوز از روسیه با نام نخجیر تولید می‌شود.                                                                              |
| اشتایر اچ‌اس. ۵۰ صیاد ای ام ۵۰   | ۰٫۵۰ بی‌ام‌جی   |       |       |                | اتریش               | کپی بدون مجوز این اسلحه با نام صیاد۲(am-50) در ایران تولید می‌شود.                                                       |
| مسلسل‌های چند منظوره             |               |       |       |                |                     | |
| راینمنتال ام‌ژ۳                  | کالیبر ۷٫۶۲   | \| \| |       |                | آلمان               | مسلسل سازمانی ارتش ج.ا.ا - با مجوز رینمنتال، سازنده آلمانی، در ایران تولید می‌شود                                        |
| پی‌کا                            | کالیبر ۷٫۶۲   |       |       |                | شوروی               | نسخه چینی تایپ-۸۰ در ایران تولید میشود.                                                                                 |
| مسلسل‌های سنگین                  |               |       |       |                |                     | |
| دوشکا                           | ۱۲/۷ میلیمتری |       |       |                | شوروی               | داخل ایران تولید می‌شود                                                                                                  |
| ام 2 براونینگ                   | ۰٫۵۰ بی‌ام‌جی   |       |       |                | ایالات متحده آمریکا | |
|                                 |               |       |       |                |                     | |

### سلاح‌های ضد تانک پیاده‌نظام
| اس‌پی‌جی-۹  | توپ بدون لگد ۷۳ میلی‌متری |  |  | شوروی | مورد استفاده توسط ارتش ج.ا.ا               |  |  |
| آرپی‌جی-۷  | راکت‌انداز دوش‌پرتاب       |  |  | شوروی | با مجوز از روسیه در داخل ایران تولید می‌شود |  |  |
| آرپی‌جی-۶۹ | راکت‌انداز دوش‌پرتاب       |  |  | چین   | کپی چینی آرپی‌جی۷                           |  |  |
| آرپی‌جی-۲۹ | راکت‌انداز دوش‌پرتاب       |  |  | شوروی |                                            |  |  |

### موشک‌های هدایت‌شونده ضد تانک
| نام                     | نوع                     | تعداد | استفاده | سازنده                    | نکات                                                            |
| ----------------------- | ----------------------- | ----- | ------- | ------------------------- | --------------------------------------------------------------- |
| بی‌جی‌ام-۷۱ تاو / «توفان» | موشک ضد تانک هدایت‌شونده |       |         | ایالات متحده آمریکا ایران | مهندسی معکوس و بدون مجوز از موشک آمریکایی تاو                   |
| ام۴۷‌دراگون / «صاعقه»    | موشک ضد تانک هدایت‌شونده |       |         | ایالات متحده آمریکا ایران | مهندسی معکوس و بدون مجوز از موشک پیاده‌نظام آمریکایی ام۴۷ دراگون |
| AT-3 Sagger / «رعد»     | موشک ضد تانک هدایت‌شونده |       |         | ایران شوروی               | KSVZ                                                            |
| AT-4 Spigot             | موشک ضد تانک هدایت‌شونده |       |         | ایران                     | موشک تحت لیسانس سازنده ایران بین سال‌های ۱۹۹۳ تا ۲۰۱۴ تولید شد.  |
| AT-5 Spandrel           | موشک ضد تانک هدایت‌شونده |       |         | شوروی                     | بدون مجوز از آمریکا با نام توسن ۱ در ایران تولید شده            |
| AT-13 Saxhorn 2         | موشک ضد تانک هدایت‌شونده |       |         | روسیه                     | در ایران تولید شده                                              |
| دهلاویه                 | موشک هدایت شونده ضد زره |       |         | ایران                     | نسخه ایرانی ۹ ام۱۳۳ کورنت                                       |

## خودروها

### خودروهای زرهی جنگی
| نام                                    | نوع                           | تعداد      | استفاده   | سازنده              | نکات |
| -------------------------------------- | ----------------------------- | ---------- | --------- | ------------------- | --- |
| تایپ ۸۶ / «نفربر براق»                 | نفربر زرهی                    | ۱۴۰ (۲۰۱۰) | ۱۹۹۷      | چین ایران           | تولید داخلی تایپ ۸۶ (بی ام‌پی-۱ تولید چین) با لیسانس سازنده چینی که توسط نیروی زمینی سپاه پاسداران به خدمت گرفته شد. |
| ام۱۱۳                                  | نفربر زرهی                    | ۲۰۰        | از ۱۹۶۵   | ایالات متحده آمریکا | |
| بی‌تی‌آر-۶۰                              | نفربر زرهی                    | ۱۵۰        | از ۱۹۶۶   | شوروی               | ۳۰۰ دستگاه در سال ۱۹۶۶ از شوروی خریداری شد. |
| بی‌ام‌پی-۲                               | خودروی جنگی پیاده‌نظام         | ۴۰۰        | ۱۹۹۱      | شوروی               | ۴۱۳ دستگاه بین سال‌های ۱۹۹۳ تا ۲۰۰۱ از روسیه خریداری شد که اکثر آنها،در ایران مونتاژ شدند. |
| اسکورپیون / «توسن»                     | تانک سبک / خودرو زرهی شناسایی | ۸۰         | ۱۹۷۶      | بریتانیا ایران      | ۲۵۰ دستگاه اسکورپیون بین سال‌های ۱۹۷۵ تا ۱۹۷۸ از بریتانیا خریداری شد. توسن مدل مهندسی معکوس تانک اف‌وی۱۰۱ اسکورپیون است. |
| تانک ذوالفقار                          | تانک                          | نا‌مشخص     | از ۱۹۹۶   | ایران               | تانک تولید شده از کنار هم قرار دادن اجزای اصلی تانک‌های آمریکایی ام۴۸ پاتون و ام۶۰ پاتون ایالات متحده آمریکا و تاتنک‌های روسی تی-۷۲ و تی-۵۵ شوروی |
| تانک چیفتن                             | تانک                          | ۱۰۰ (۲۰۱۰) | ۱۹۷۱      | بریتانیا            | به همراه مدل بهینه شده مبارز |
| تانک ام۴۷                              | تانک                          | ۵۰         | از ۱۹۶۰   | ایالات متحده آمریکا | ۵۰ دستگاه‌ام۴۷ دست دوم در سال‌های ۱۹۶۰ و ۶۱ از آمریکا دریافت شد. در اوایل دهه ۱۹۷۰ به‌ام۴۷ ام (موتور و سیستم کنترل آتش ام۶۰) ارتقا داده شد.این تانک در یگان های پیاده نزاجا خدمت میکند.                                                                        |
| تانک ام۶۰ آ۱                           | تانک                          | ۱۵۰ (۲۰۱۰) | ۱۹۶۹      | ایالات متحده آمریکا | ۴۶۰}} دستگاه از آمریکا خریداری شد. |
| تی-۵۵ «سفیر ۷۴» / تایپ ۵۹ «تایپ ۷۲-زد» | تانک                          | ۵۴۰        | ۱۹۸۱      | شوروی چین           | در جریان جنگ تعدادی تی-۵۴ و ۵۵ ساخت شوروی از سوریه و لیبی و تایپ ۵۹ و تایپ ۶۹ از چین دریافت شد. سفیر ۷۴ مدل بهینه‌شده تی-۵۵ و تایپ ۷۲-زد مدل بهینه‌شده تایپ ۵۹ چینی است.این تانک توسط نیروی زمینی سپاه پاسدارانبه خدمت گرفته شد.                              |
| تی-۷۲                                  | تانک                          | ۴۸۰ (۲۰۱۰) | ۱۹۹۴–۱۹۹۹ | شوروی               | تعدادی تی-۷۲ مدل ام/ام۱ در جنگ از عراق به غنیمت گرفته شد. در دهه ۱۹۹۰ ۴۲۲عراده تی-۷۲ مدل صادراتی اس از روسیه و ۱۰۴عراده از لهستان و ۳۴عراده از بلاروس از مدل ام/ام۱ ،دست دوم خریداری شد. مدل بهینه‌سازی شده در ایران با نام کرار دارای زره مشابه تی-۹۰ روسی. |

Vehicle reference 1:

## توپخانه

### توپخانهٔ کششی
| نام                   | نوع                        | تعداد          | استفاده | سازنده              | نکات |
| --------------------- | -------------------------- | -------------- | ------- | ------------------- | --- |
| ام۱۰۱                 | هویتزر سبک ۱۰۵ میلی‌متری    | ۱۳۰ (سال ۲۰۱۰) | ۱۹۶۱    | ایالات متحده آمریکا | ۲۵۰ دستگاه در دهه ۱۹۶۰ از آمریکا خریداری شد.                                                             |
| دی-۳۰                 | هویتزر ۱۲۲ میلی‌متری        | ۵۴۰ (سال ۲۰۱۰) |         | شوروی               | مدل تولید ایران با نام اچ‌ام ۴۰                                                                           |
| دی-۷۴ / «(تایپ-۶۰)»   | توپ صحرایی ۱۲۲ میلی‌متری    | ۱۰۰ (سال ۲۰۱۰) |         | شوروی / چین         | تایپ ۶۰ کپی چینی دی-۷۴                                                                                   |
| ام۱۹۵۵ (دی-۲۰)        | هویتزر ۱۵۲ میلی‌متری        | ۳۰ (سال ۲۰۱۰)  |         | شوروی / چین         | |
| ام۴۶                  | توپ صحرایی ۱۳۰ میلی‌متری    | ۹۸۵ (سال ۲۰۱۰) | ۱۹۷۰    | شوروی / چین         | اکثراً تایپ۵۹–۱ تولید چین.                                                                                |
| جی‌اچ‌ان-۴۵ / «تایپ-۸۸» | هویتزر ۱۵۵ میلی‌متری دوربرد | ۱۲۰/۱۵         | ۱۹۸۵    | اتریش / چین         | معروف به توپ اتریشی. ۳۰۰ دستگاه مدل سی‌جی از اتریش و ۱۵ دستگاه مدل تایپ-۸۸ در دهه ۱۹۸۰ از چین خریداری شد. |
| ام-۱۱۴                | هویتزر ۱۵۵ میلی‌متری        | ۷۰             | ۱۹۶۸    | ایالات متحده آمریکا | ۱۰۰ عراده در دهه ۱۹۶۰ از آمریکا خریداری شد. کپی بهینه‌سازی شده آن با نام اچ‌ام ۴۱                          |
| ام-۱۱۵                | هویتزر سنگین ۲۰۳ میلی‌متری  | ۲۰ (سال ۲۰۱۰)  | ۱۹۶۸    | ایالات متحده آمریکا | ۵۰عراده در سال ۱۹۶۸ از آمریکا خریداری شد.                                                                |

### توپخانهٔ خود کششی
| نام             | نوع                             | تعداد          | استفاده | سازنده              | نکات |
| --------------- | ------------------------------- | -------------- | ------- | ------------------- | --- |
| 2S1 Gvozdika    | توپ خودکششی هویتزر ۱۲۲ میلی‌متری | ۶۰ (سال ۲۰۱۰)  |         | شوروی               | نمونه کپی‌شده (۱۹۹۷) با نام رعد ۱ با شاسی براق (بی‌ام‌پی۱)                                                                                  |
| ام-۱۰۹          | هویتزر ۱۵۵ میلی‌متری             | ۱۸۰ (سال ۲۰۱۰) | از ۱۹۷۰ | ایالات متحده آمریکا | ۵۰ دستگاه در سال ۱۹۷۰ و ۳۹۰ دستگاه بین سال‌های ۱۹۷۴ تا ۱۹۷۹ از آمریکا خریداری شد. نمونه کپی‌شده (۱۹۹۷) با نام رعد ۲ با شاسی براق (بی‌ام‌پی۱) |
| کوکسان (ام۱۹۷۸) | توپ دوربرد ۱۷۰ میلی‌متری         | ۱۰ (سال ۲۰۱۰)  |         | کره شمالی           | |
| ام-۱۰۷          | هویتزر ۱۷۵ میلی‌متری             | ۳۰ (سال ۲۰۱۰)  | از ۱۹۷۳ | ایالات متحده آمریکا | ۴۰ دستگاه در سال ۱۹۷۳ خریداری شد. |
| ام-۱۱۰          | هویتزر ۲۰۳ میلی‌متری             | ۳۰ (سال ۲۰۱۰)  | از ۱۹۷۳ | ایالات متحده آمریکا | ۳۸ دستگاه در سال ۱۹۷۳ خریداری شد. |

### سامانه‌های راکت‌انداز
| نام                | نوع                      | تعداد          | استفاده      | سازنده            | نکات                            |
| ------------------ | ------------------------ | -------------- | ------------ | ----------------- | ------------------------------- |
| ب‌ام-۲۱ گراد        | راکت‌انداز چندگانه ۱۲۲ م‌م | ۱۰۰ (سال ۲۰۱۰) | از ۱۹۶۷      | شوروی / کره شمالی | خریداری مدل کپی‌شده از کره‌ شمالی |
| بی‌ام-۱۳ « تایپ-۶۳» | راکت‌انداز چندگانه ۱۰۷ م‌م | ۷۰۰ (سال ۲۰۱۰) | از ۱۹۸۲      | شوروی / چین       | تایپ-۶۳ کپی چینی بی‌ام۱۳ روسی    |
| صمید               | راکت‌انداز چندگانه        |                |              | ایران             |                                 |
| فجر-۲              | راکت‌انداز چندگانه        |                |              | ایران             |                                 |
| ام۱۹۸۵ / «فجر-۳»   | راکت‌انداز چندگانه ۲۴۰ م‌م |                |              | کره شمالی/ ایران  | تولید تحت لیسانس کره شمالی      |
| فجر-۵              | راکت‌انداز چندگانه ۳۳۳ م‌م |                |              | ایران             |                                 |
| تایپ-۸۳ / «عقاب»   | راکت‌انداز چندگانه        | ۲۴۳ میلیمتری   | ۱۹۸۵-تا کنون | چین / ایران       | تولید در ایران با نام موشک عقاب |
| شاهین ۲            | راکت‌انداز چندگانه        |                |              | ایران             |                                 |
| نازعه              | موشک                     |                |              | ایران             |                                 |
| زلزال              | موشک بالستیک             |                |              | ایران             |                                 |